# Merpins
Merpins es una comuna francesa situada en el departamento de Charente, en la región de Nueva Aquitania.

## Demografía
| 681 | 832 | 895 | 953 | 1025 | 940 | 1100 |
| Para los censos de 1962 a 1999 la población legal corresponde a la población sin duplicidades (Fuente: INSEE [Consultar]) |     |     |     |      |     |      |